# Richard Cawthorn Starr
Pour les articles homonymes, voir Starr.
Richard Cawthorn Starr est un botaniste américain, né le 24 août 1924 à Greensboro en Géorgie et mort le 3 février 1998.

## Biographie
Il obtient son Bachelor of Sciences au Georgia Teacher's College puis son Master of Arts au George Peabody College
de Nashville, Tennessee. Il entre en 1947 au département de botanique de la Vanderbilt University. Il s’y lie d’amitié avec son directeur de thèse, Harold Charles Bold (1909-1987) qui l’initie à l’univers des algues. Starr obtient la bourse Fulbright en 1950-1951, ce qui lui permet d’étudier à Cambridge en Grande-Bretagne notamment auprès de Ernst Georg Pringsheim (1881-1970).
Starr devient professeur de botanique à l’université de l’Indiana et acquiert une solide réputation dans le domaine de la culture des algues unicellulaires. Il s’intéresse notamment à la différenciation sexuelle cellulaire notamment dans le genre Volvox. Sa découverte des premières phéromones chez les plantes vertes lui valent d’être élu à la National Academy of Sciences en 1976. Il obtient un financement pour la création d’une collection d’algues vivantes à l’université de l’Indiana. Cette collection le suit lorsqu’il rejoint l’équipe du département de botanique de l’université d’Austin (Texas). Il y est appelé par H.C. Bold qui avait rejoint ce même département quelques années plus tôt. Starr continue jusqu’à sa mort d’enrichir sa collection d’algues qui devient l’une des plus riches du monde.
Il est membre de diverses sociétés savantes dont la Phycological Society of America, International Phycological Society ou la Botanical Society of America qu’il dirige.

## Source
- Université du Texas (en anglais)